# F-07B
docomo STYLE series F-07B（ドコモ スタイル シリーズ エフ ゼロ なな ビー）は、富士通によって開発された、NTTドコモの第三世代携帯電話（FOMA）端末である。docomo STYLE seriesの端末。

## 概要
同月18日に発表されたNTTドコモの2010年夏モデルで最初に発売された端末である。
本機種は画面を横に向けることができる「ヨコモーション」機能と片手で端末を開けることができる「ワンプッシュオープン」を両方とも搭載しているため、開閉から「ヨコモーション」の一発起動までの一連の動作がよりスムーズに行えるようになった。折りたたみのヨコモーション端末は、一般向けではF906i以来となる。
イルミネーションの部分は曲線となっており、外観はF904iに近いものとなっている。
カメラ機能が強化され、有効画素数が約1,220万画素にアップ。関連会社の富士通セミコンダクター製の携帯電話向け映像エンジン「Milbeaut Mobile（ミルビューモバイル）」を搭載。高感度撮影モードで最高感度ISO25600（タテ画面時はWXGAサイズまで、ヨコモーション時はフルHDサイズまで対応）を実現し、これまで難しかった暗い場所での撮影でもきれいに撮れるようになった。また、シーンを自動認識してカメラが撮影モードを自動設定する「自動シーン認識」にはQRコードが追加され、QRコードを向けるだけで自動設定してコードを読み取ることができるようになった。なお、肌や瞳をキレイに見せる「美肌+ひとみ強調モード」、設定した個人を認識して優先的にピントを合わせる「サーチミーフォーカス」、被写体を追いかけてピントを合わせ続ける「トラッキングフォーカス」も引き続き搭載されている。
また、F-01Bに採用された江連忠プロ監修の「ETGAスウィングレッスン」を本機種でも採用。腰に取り付けてスウィングするだけでスウィングフォームを測定することができ、測定結果に基づいた理想のスウィングに近づく為の診断やアドバイスを見ることができる。
セキュリティ機能も充実しており、富士通製端末では定番の指紋センサーや指定人物やグループに関する情報をまとめて非表示にできる「プライバシーモード」、microSDカードにパスワードを設定できる「microSDパスワード設定」、周囲からの画面を見難くする「プライバシービュー」、コンテンツに必要なパスワード入力の手間を省き、複数のパスワードを一括で管理できる「パスワードマネージャー」を備える。また、メール、電話発信、iモードなど機能ごとに制限をかけ、親用の暗証番号の設定で子供に変えてほしくない設定の変更を防ぐ「親子モード」も搭載している。
| 主な対応サービス                   | 主な対応サービス                                                    | 主な対応サービス                       | 主な対応サービス                                 |
| ---------------------------------- | ------------------------------------------------------------------- | -------------------------------------- | ------------------------------------------------ |
| タッチパネル                       | FOMAハイスピード7.2Mbps                                             | Bluetooth                              | DCMX／おサイフケータイ                           |
| iアプリオンライン／地図アプリ      | 直感ゲーム／メガiアプリ                                             | iウィジェット                          | マチキャラ／iコンシェル                          |
| ホームU／ポケットU                 | GPS／ケータイお探し                                                 | デコメール／デコメ絵文字／デコメアニメ | iチャネル                                        |
| 着もじ                             | テレビ電話／キャラ電                                                | ケータイデータお預かりサービス         | フルブラウザ                                     |
| おまかせロック／バイオ認証         | 外部メモリーへiモードコンテンツ移行／ユーザーデータ一括バックアップ | トルカ                                 | iC通信／iCお引越しサービス                       |
| きせかえツール／ダイレクトメニュー | バーコードリーダ／名刺リーダ                                        | 2in1                                   | エリアメール／ソフトウェアーアップデート自動更新 |
| GSM／3Gローミング（WORLD WING）    | 着うたフル／うた・ホーダイ                                          | Music&Videoチャネル／ビデオクリップ    | デジタルオーディオプレーヤー(WMA)(AAC)           |

1. ↑  オートGPS対応

## プリインストールiアプリ
以下のiアプリが購入時に端末にプリインストールされている。
| アプリ名                       | 概要 |
| ------------------------------ | --- |
| ファミスタワイヤレスFM版       | Bluetooth通信対応野球ゲーム |
| pop'n music（体験版）          | 音楽のリズムに乗って遊ぶゲーム |
| ZOOKEEPER DX F                 | アクションゲーム |
| もじぴったん歩き旅             | 文字を置いて言葉をつくるパズルゲーム |
| ロジックパズルF                | 数字を基にブロックを置いて図形を作成するパズルゲーム |
| ETGAスウィングレッスン         | ゴルフのスウィングフォームを診断するアプリ。江連忠プロ監修 |
| 99のなみだモバイル体験版       | 読書アプリ |
| ブックビューア コミック体験!   | セルシス、ボイジャーが提供するケータイコミックを体験できるアプリ |
| VoiceShelf for F               | オーディオブックを再生するためのアプリ |
| 日英しゃべって翻訳 for F       | マイクに向かって主に旅行で使われる日本語、英語を話すだけで翻訳した文章を画面に表示する翻訳アプリ |
| いっしょにデコ                 | お互いのFOMA端末をかざして撮影した静止画にスタンプを貼ったりデコレーションができるiアプリタッチ対応アプリ                                                                                             |
| iアバターメーカー              | iアバターを作成するアプリ |
| ロケーションレーダー           | 現在地の周辺施設や目的地を検索して現在地から目的地までの直線距離や目的地の方角を表示するアプリ |
| モバイルGoogleマップ           | Googleマップのアプリ。GPSを使った道案内、経路検索、衛星写真、ストリートビューなどを利用できる |
| Gガイド番組表リモコン          | テレビ番組表とAVリモコン機能が1つになったアプリ |
| iD設定アプリ                   | おさいふケータイクレジット決済サービスiDの設定アプリ |
| DCMXクレジットアプリ           | NTTドコモが提供するおさいふケータイクレジットDCMXの設定アプリ |
| モバイルSuica登録用iアプリ     | モバイルSuica契約用のiアプリ |
| ヘルスチェッカー               | 歩数、活動量、脈拍数、血圧、体組成のデータを管理するアプリ |
| i Bodymoアプリ                 | 健康サービス「i Bodymo（iボディモ）」のアプリ |
| ドコモWebメール                | パソコン・FOMA端末のどちらからでも利用できるメールサービス「ドコモWebメール」のアプリ |
| @Fケータイ応援団INFO           | 富士通のiモード公式サイト「@Fケータイ応援団」の最新情報や「millmo.jp for F」のおすすめ情報を定期的に通知してくれるウィジェット                                                                        |
| ROID ウィジェット2             | モバイルサイト「ROID」の更新情報などを通知してくれるウィジェット |
| Start! iウィジェット           | iウィジェットの使い方をムービーで見ることができるiアプリ |
| iWウォッチ                     | iウィジェット画面でグラフィカルに時計や電池残量を確認することができるアプリ |
| 地図アプリ                     | GPS機能を利用して、目的地を検索したり、乗り換え案内を駆使した、交通手段によるルートを表示が可能 |
| 楽オク☆アプリ                  | 楽天オークション用のアプリ |
| iアプリバンキング              | モバイルバンキングを簡単に利用するためのアプリ |
| マクドナルド トクするアプリ    | 日本マクドナルドのかざすクーポンなどを利用するためのアプリ |
| 株価アプリ                     | iウィジェットを利用して株価情報を表示するアプリ |
| FOMA通信環境確認アプリ         | FOMAハイスピードエリアを利用できるかを確認することができるiアプリ |
| ドコモ料金案内                 | 通話料やパケット通信料等の簡易的な履歴を一覧やグラフで確認できるアプリ |
| かざす請求書                   | 毎月のドコモ利用料金の情報をおサイフケータイに取得し、請求書が無くてもコンビニエンスストアで決済できるアプリ（本サービスはセブン-イレブンのみ対応。このため、電子マネー「nanaco」で支払うことも可能） |
| ビックポイント機能付ケータイ   | おサイフケータイをビックカメラの「ビックポイントカード」として利用できるアプリ |
| ヨドバシゴールドポイントカード | ヨドバシカメラの「ヨドバシゴールドポイントカード」として利用できるアプリ |
| モバイルAMCアプリ              | おサイフケータイを使用して、ANAの各種サービスを利用できるアプリ |

上記のアプリの他、ドコモマーケットなどから、様々なアプリケーションをダウンロードし利用することが可能となる。

## 歴史
- 2010年5月18日 - F-06B・F-07B・F-08B・L-04B・N-04B・N-05B・N-06B・N-07B・N-08B・P-04B・P-05B・P-06B・P-07B・SH-02B marimekko・SH-07B・SH-08B・SH-09B・LYNX SH-10B・dynapocket T-01B・BlackBerry Bold 9700の開発及び一部機種の発売を発表。
- 2010年5月21日 - 発売開始。

## 不具合
新規メール作成し、送信を押すが送信できず。サブメニューから作成し送信すると送信できる。